# Polycope areolata
Polycope areolata är en kräftdjursart som beskrevs av Georg Ossian Sars 1923. Polycope areolata ingår i släktet Polycope och familjen Polycopidae. Arten är reproducerande i Sverige. Inga underarter finns listade i Catalogue of Life.